# Frank Baumann
Frank Baumann (ur. 29 października 1975 w Würzburgu) – niemiecki piłkarz grający na pozycji obrońcy lub pomocnika.

## Życiorys

### Kariera klubowa
W czasach juniorskich trenował w TSV Grombühl i 1. FC Nürnberg. W 1994 roku dołączył do seniorskiego zespołu tego drugiego. W Bundeslidze zadebiutował 15 sierpnia 1998 w zremisowanym 1:1 meczu z Hamburgerem SV.
Przed sezonem 1999/2000 odszedł do Werderu Brema. W sezonie 2003/2004 wraz z klubem zdobył mistrzostwo i puchar kraju, w 2007 roku Puchar Ligi Niemieckiej, a w 2009 roku ponownie krajowy puchar. W 2009 roku zakończył karierę piłkarską.

### Kariera reprezentacyjna
W latach 1997–1998 występował w reprezentacji do lat 21. W seniorskiej reprezentacji zadebiutował 14 listopada 1999 w wygranym 1:0 towarzyskim meczu z Norwegią. Do gry wszedł w 68. minucie, zastępując Markusa Babbela. Wcześniej był w kadrze na Puchar Konfederacji 1999. W 2002 roku wraz z reprezentacją zdobył wicemistrzostwo świata. Na turnieju wystąpił w meczu 1/8 finału z Paragwajem (1:0). W 2004 roku został powołany na Euro 2004. W sumie w kadrze w latach 1999–2005 rozegrał 28 meczów i strzelił 2 gole.